# Íþróttabandalag Akraness
Íþróttabandalag Akraness (ÍA) är en isländsk idrottsklubb från Akranes, västra Island, grundad 3 februari 1946 genom en sammanslagning av fotbollsklubbarna KA och Kári. Klubben har verksamhet inom basket, fotboll, golf, horsemanship, gymnastik, volleyboll, bowling, karate, badminton och simning. Klubben är mest känd för sitt herrfotbollslag som spelar i och har vunnit den isländska högsta ligan. Den isländska ligan är en av Europas kortaste liga och pågår bara från mitten av maj till slutet av september med minst 2 matcher varje vecka för de 12 deltagande lagen. Klubben skall ej förväxlas med Ekranes som är en fotbollsklubb i den litauiska ligan.

## Fotboll

### Framgångar och utmärkelser
- Isländska mästare: 18
  - 1951, 1953, 1954, 1957, 1958, 1960, 1970, 1974, 1975, 1977, 1983, 1984, 1992, 1993, 1994, 1995, 1996, 2001
(runner-up: 1952, 1955, 1959, 1961, 1963, 1964, 1965, 1969, 1978, 1979, 1985, 1997)

- Isländska cupen: 9
  - 1978, 1982, 1983, 1984, 1986, 1993, 1996, 2000, 2003
(runner-up: 1961, 1963, 1964, 1965, 1969, 1974, 1975, 1976, 1999)

- Isländska ligan: 3
  - 1996, 1999, 2003

- Isländska supercupen: 1
  - 2003

## Placering senaste säsonger
| Säsong | Nivå | Liga           | Placering | Referens | Notering                        |
| ------ | ---- | -------------- | --------- | -------- | ------------------------------- |
| 2014   | 2    | 1. delid karla | 2         | [ 3 ]    | Uppflyttad till Pepsideild 2015 |
| 2015   | 1    | Pepsideild     | 7         | [ 4 ]    |                                 |
| 2016   | 1    | Pepsideild     | 8         | [ 5 ]    |                                 |
| 2017   | 1    | Pepsideild     | 12        | [ 6 ]    | Nedflyttad till 1. deild karla  |
| 2018   | 2    | 1. delid karla | 1         | [ 7 ]    | Uppflyttad till Pepsideild 2015 |
| 2019   | 1    | Pepsideild     | 10        | [ 8 ]    |                                 |
| 2020   | 1    | Pepsideild     | 8         | [ 9 ]    |                                 |
| 2021   | 1    | Pepsideild     | 9         | [ 10 ]   |                                 |
| 2022   | 1    | Besta deild    | 11        | [ 11 ]   | Nedflyttad till 1. deild karla  |
| 2023   | 2    | 1. delid karla | 1         | [ 12 ]   | Uppflyttad till Besta Deild     |
| 2024   | 1    | Úrvalsdeild    | 5         | [ 13 ]   |                                 |

## Kända spelare
- Árni Gautur Arason
  - ÍA , Rosenborg, Manchester City, Vålerenga
- Joey Guðjónsson
  - ÍA , Genk, RKC Waalwijk, Real Betis, Aston Villa, Wolves, Leicester City, AZ Alkmaar, Burnley, Huddersfield Town
- Þórður Guðjónsson
  - ÍA , VfL Bochum, Genk, Las Palmas, Derby County, Stoke City
- Bjarni Guðjónsson
  - ÍA , Newcastle United, Genk, Stoke City, Coventry City, Plymouth Argyle
- Arnar Gunnlaugsson
  - ÍA , Feyenoord, 1. FC Nürnberg, Sochaux, Bolton Wanderers, Leicester City, Dundee United, KR, FH
- Bjarki Gunnlaugsson
  - ÍA , Feyenoord, 1. FC Nürnberg, VfR Mannheim, Molde, Preston, KR, FH
- Gardar Gunnlaugsson
  - ÍA , Norrköping, Valur, CSKA Sofia
- Siggi Jónsson
  - ÍA , Sheffield Wednesday, Arsenal, Örebro, Dundee Utd, Djurgårdens IF (manager)
- Petur Petursson
  - ÍA , Feyenoord, Anderlecht, Hércules, KR
- Guðjón Þórðarson
  - F.d. manager för Crewe, Stoke City, Barnsley och Notts County i England
- Ríkharður Jónsson
  - Spelade 33 matcher för Islands landslag och gjorde 17 mål.
- Ólafur Þórðarson
  - ÍA , Brann
- Teitur Thordarson
  - ÍA , Lens, Yverdon, Jönköpings Södra IF, Östers IF & F.d. manager för Estlands landslag
- Karl Þórðarson
  - ÍA , La Louvière, Laval
- Grétar Steinsson
  - ÍA , BSC Young Boys, AZ Alkmaar, Bolton Wanderers